# Compains
Compains é uma comuna francesa na região administrativa de Auvérnia-Ródano-Alpes, no departamento Puy-de-Dôme. Estende-se por uma área de 51,75 km². Em 2010 a comuna tinha 131 habitantes (densidade: 2,5 hab./km²).